# العلاقات الغينية الموريشيوسية
العلاقات الغينية الموريشيوسية هي العلاقات الثنائية التي تجمع بين غينيا وموريشيوس.

## مقارنة بين البلدين
هذه مقارنة عامة ومرجعية للدولتين:
| وجه المقارنة                                              | غينيا       | موريشيوس                 |
| --------------------------------------------------------- | ----------- | ------------------------ |
| المساحة (كم2)                                             | 245.86 ألف  | 2.04 ألف                 |
| عدد السكان (نسمة)                                         | 12.72 مليون | 1.26 مليون               |
| الكثافة السكانية (ن./كم²)                                 | 51.74       | 617.65                   |
| العاصمة                                                   | كوناكري     | بورت لويس                |
| اللغة الرسمية                                             | لغة فرنسية  | لغة إنجليزية، لغة فرنسية |
| العملة                                                    | فرنك غيني   | روبي موريشي              |
| الناتج المحلي الإجمالي (بليون دولار)                      | 10.50 مليار | 13.34 مليار              |
| الناتج المحلي الإجمالي (تعادل القوة الشرائية) بليون دولار | 15.24 مليار | 25.36 مليار              |
| الناتج المحلي الإجمالي الاسمي للفرد دولار أمريكي          | 531         | 9.25 ألف                 |
| الناتج المحلي الإجمالي للفرد دولار أمريكي                 | 1.22 ألف    | 18.59 ألف                |
| مؤشر التنمية البشرية                                      | 0.411       | 0.777                    |
| رمز المكالمات الدولي                                      | +224        | +230                     |
| رمز الإنترنت                                              | .gn         | .mu                      |
| المنطقة الزمنية                                           | 00          | ت ع م+04:00              |

## منظمات دولية مشتركة
يشترك البلدان في عضوية مجموعة من المنظمات الدولية، منها:
| علم المنظمة | اسم المنظمة                                 | تاريخ انضمام غينيا | تاريخ انضمام موريشيوس |
| ----------- | ------------------------------------------- | ------------------ | --------------------- |
|             | مؤسسة التنمية الدولية                       | 26 سبتمبر 1969     | 23 سبتمبر 1968        |
|             | يونسكو                                      | 2 فبراير 1960      | 25 أكتوبر 1968        |
|             | وكالة ضمان الاستثمار متعدد الأطراف          | 5 أكتوبر 1995      | 28 ديسمبر 1990        |
|             | الأمم المتحدة                               | 12 ديسمبر 1958     | 24 أبريل 1968         |
|             | مجموعة دول أفريقيا والكاريبي والمحيط الهادئ | ?                  | ?                     |
|             | الفريق المعني برصد الأرض                    | ?                  | ?                     |
|             | الاتحاد البريدي العالمي                     | ?                  | ?                     |
|             | البنك الدولي للإنشاء والتعمير               | 28 سبتمبر 1963     | 23 سبتمبر 1968        |
|             | منظمة حظر الأسلحة الكيميائية                | ?                  | ?                     |
|             | مؤسسة التمويل الدولية                       | 22 أكتوبر 1982     | 23 سبتمبر 1968        |
|             | المركز الدولي لتسوية المنازعات الاستشارية   | 4 ديسمبر 1968      | 2 يوليو 1969          |
|             | منظمة التجارة العالمية                      | 25 أكتوبر 1995     | ?                     |
|             | منظمة الشرطة الجنائية الدولية               | ?                  | ?                     |
|             | الاتحاد الأفريقي                            | 1963               | ?                     |
|             | البنك الإفريقي للتنمية                      | ?                  | ?                     |